# Erenumab
Erenumab (Handelsname Aimovig) ist ein monoklonaler Antikörper, welcher auf den Calcitonin-Gene-Related-Peptide-Rezeptor (CGRPR) gerichtet ist. Er wurde 2018, zunächst in den USA, als erster monoklonaler Antikörper zur prophylaktischen Behandlung von Migräne zugelassen. Noch im selben Jahr wurde er auch in der Schweiz, der EU und in Kanada zugelassen. Vermarktet wird das Medikament vom US-amerikanischen Biotechnologie-Unternehmen Amgen und dem Schweizer Unternehmen Novartis. Erenumab ist zugelassen zur Migräne-Prophylaxe bei Erwachsenen mit mindestens vier Migränetagen pro Monat.

## Wirkung und Nebenwirkungen
Erenumab bindet an den CGRP-Rezeptor und verhindert so, dass dort CGRP bindet und Migräne auslösen kann. Erenumab hat in zwei Studien gezeigt, dass die Zahl der Migränetage pro Monat gegenüber der Placebo-Gruppe verringert werden konnte. Die Anwendung wurde nur bei Patienten getestet, die mindestens vier Tage im Monat an Migräne leiden, weil andere Patienten für eine präventive Behandlung üblicherweise nicht infrage kommen. Die Nebenwirkungen werden von der europäischen Arzneimittel-Agentur (EMA) als mild bis moderat bewertet. Häufigste Nebenwirkungen sind Reaktionen an der Einstichstelle, Verstopfung, Muskelkrämpfe und Jucken.
Die Verringerung der Migränetage pro Monat ähnelt der anderer vorbeugender Medikamente gegen Migräne.

## Kosten
Eine monatliche Dosis von 70 mg Aimovig kostet in Deutschland 274,18 Euro (Stand 2024). Das führt zu Jahrestherapiekosten von 3.564,34 Euro. Die Preise für die 140 mg Einzeldosis sind identisch.
In Deutschland müssen seit 2011 neu zugelassene Medikamente mit neuen Wirkstoffen gemäß § 35a SGB V einer „frühen Nutzenbewertung“ durch den Gemeinsamen Bundesausschuss (G-BA) unterzogen werden, wenn der pharmazeutische Hersteller einen höheren Verkaufspreis als nur den Festbetrag erzielen möchte. Nur wenn ein Zusatznutzen besteht, kann der Arzneimittelhersteller mit dem Spitzenverband der gesetzlichen Krankenkassen einen Preis aushandeln. Der G-BA bescheinigte Erenumab in der Migräneprophylaxe gegenüber Topiramat einen Anhaltspunkt für einen beträchtlichen Zusatznutzen. Als zweckmäßige Vergleichstherapie diente Metoprolol oder Propranolol oder Flunarizin oder Topiramat oder Amitriptylin oder Clostridium-botulinum-Toxin-Typ-A.  Die Einschätzung beruht auf den Ergebnissen der von Novartis aufgelegten Studie HER-MES, in der die Migräneprophylaxe mit Erenumab mit einer mit Topiramat an Patienten mit episodischer Migräne verglichen wurde.